# 줄리아노 라촐리
줄리아노 라촐리(이탈리아어: Giuliano Razzoli, 1984년 12월 18일~)는 이탈리아의 알파인 스키 선수이다. 2010년 동계 올림픽에서 남자 회전부 문 금메달을 획득했다.

## 수상

### 수훈
- 이탈리아 공화국 공로장 사령관장(2010년 9월 8일)
- 육군 은십자훈장(2012년 10월 19일)